# 音割れ (言語学)
音割れ（おとわれ、英: Vowel breaking）は、言語学の用語で、元は単母音だったものが二重母音に変化することをいう。古英語の a→ea、e→eo、スペイン語の porto→puerto、terra→tierra、日本語方言のキャベツ→カイベツなどがある。